# 全國教育日 (印尼)
印度尼西亞全國教育日（縮寫：HARDIKNAS）於5月2日舉行。發起這個節日是為了紀念學生樂園教育系統的創始人基·哈查爾·德宛達拉。他的教育理念「Tut Wuri Handayani」意味著我們可以透過輔導和指導來幫助他人學習。